# Ludwig-Prandtl-Ring
Der Ludwig-Prandtl-Ring ist die höchste Auszeichnung der Deutschen Gesellschaft für Luft- und Raumfahrt, vergeben für „hervorragende eigene Arbeiten in den Flugwissenschaften in all ihren Disziplinen“.
Benannt wurde die Auszeichnung nach Ludwig Prandtl, sie wird seit 1957 vergeben. Gestaltet wurde der Ring vom Künstler Hein Wimmer aus Köln.

## Preisträger
- 1957 Theodore von Kármán
- 1958 Albert Betz
- 1959 Claude Dornier
- 1960 Frederick Handley Page (Gründer von Handley Page)
- 1961 Henrich Focke
- 1962 Hermann Blenk
- 1963 Maurice Roy
- 1964 Ernst Schmidt
- 1965 Jakob Ackeret
- 1966 Adolf Busemann
- 1967 Giuseppe Gabrielli
- 1968 Hans Liepmann
- 1969 Hermann Schlichting
- 1970 Dietrich Küchemann
- 1971 Robert Legendre
- 1972 Ludwig Bölkow
- 1973 Klaus Oswatitsch
- 1974 William R. Sears
- 1975 August W. Quick
- 1976 Alec David Young
- 1977 Erich Truckenbrodt
- 1978 Robert T. Jones
- 1979 Fritz Schultz-Grunow
- 1980 Herbert A. Wagner
- 1981 Hans G. Küssner
- 1982 Kurt Magnus
- 1983 James Lighthill
- 1984 Bernhard H. Goethert
- 1985 Luigi Crocco
- 1986 Roger Béteille
- 1987 Holt Ashley
- 1988 Itiro Tani
- 1989 Karl Wieghardt
- 1990 Hubert Ludwieg
- 1991 Gero Madelung
- 1992 Hans Joachim Pabst von Ohain
- 1993 Xaver Hafer
- 1994 Josef Singer
- 1995 Werner Albring
- 1996 Harvard Lomax
- 1997 Philippe Poisson-Quinton
- 1998 Jürgen Zierep
- 1999 Hans G. Hornung
- 2000 Julius C. Rotta
- 2001 nicht verliehen
- 2002 Boris Laschka
- 2003 Klaus Gersten
- 2004 Egon Krause
- 2005 Wilhelm Schneider
- 2006 Richard Eppler
- 2007 Peter Hamel
- 2008 Yuri Kachanov
- 2009 Siegfried Wagner
- 2010 Mike Gaster
- 2011 nicht verliehen
- 2012 John W. Hutchinson
- 2013 Gottfried Sachs
- 2014 Dietrich Hummel
- 2015 Dietmar Hennecke
- 2016 Egbert Torenbeek
- 2017 Helmut Sobieczky
- 2018 Hermann Fasel
- 2019 Ann Dowling
- 2020, 2021 nicht verliehen
- 2022 Henk Tijdeman
- 2023 Ulrich Schumann
- 2024 nicht verliehen
- 2025 Robert Luckner[2]